# Біловоддя (Ульяновська область)
Біловоддя (рос. Беловодье) — село в Карсунському районі Ульяновської області Російської Федерації.
Населення становить 317 осіб. Входить до складу муніципального утворення Горенське сільське поселення.

## Історія
Від 2004 року входить до складу муніципального утворення Горенське сільське поселення.

## Населення
| 2010 |
| ---- |
| 317  |